# Престон Вере
Престон Вере Джуніор (англ. Preston Ware Jr.; 12 серпня 1821, Рентам — 29 січня 1890, Бостон)  американський шахіст. Відомий сьогодні головним чином завдяки використанню нетрадиційних шахових дебютів.

## Бостонські мандарини
Вере був впливовим членом «Мандаринів жовтого ґудзика» в Бостоні. Китайські імператорські чиновники носили такі «Жовті ґудзики» на своїх капелюхах, щоб показати цим своє високе становище в ієрархії службовців. «Бостонські мандарини» були гуртком шахістів наприкінці ХІХ століття, до якого належали Джон Фінан Баррі, Л. Доре, С. Ф. Бурілле, Ф. Гарлоу, д-р Едвард Моурі Гарріс, С.Ф Говард, майор Отто Ернст Міхаеліс, генерал Вільям Кушинг Пейн, д-р Г. Річардсон, С. В. Сноу, Генрі Натан Стоун, Франклін Ноулз Янг і Престон Вере. Гурток згодом став основою сучасного Шахового клубу Дешапель в Бостоні.

## Шахова кар'єра
|   | a | b | c | d | e | f | g | h |   |
| 8 | g8 чорний король · c7 чорний ферзь · g7 чорний пішак · d6 чорний кінь · f6 чорний пішак · g6 білий пішак · a5 чорний пішак · d5 чорний слон · f5 білий пішак · c4 чорний пішак · d4 білий пішак · e4 чорний пішак · f4 білий ферзь · a3 чорний слон · c3 білий пішак · e3 білий кінь · g3 білий слон · a2 білий пішак · b2 чорна тура · c2 білий слон · f1 біла тура · g1 білий король | g8 чорний король · c7 чорний ферзь · g7 чорний пішак · d6 чорний кінь · f6 чорний пішак · g6 білий пішак · a5 чорний пішак · d5 чорний слон · f5 білий пішак · c4 чорний пішак · d4 білий пішак · e4 чорний пішак · f4 білий ферзь · a3 чорний слон · c3 білий пішак · e3 білий кінь · g3 білий слон · a2 білий пішак · b2 чорна тура · c2 білий слон · f1 біла тура · g1 білий король | g8 чорний король · c7 чорний ферзь · g7 чорний пішак · d6 чорний кінь · f6 чорний пішак · g6 білий пішак · a5 чорний пішак · d5 чорний слон · f5 білий пішак · c4 чорний пішак · d4 білий пішак · e4 чорний пішак · f4 білий ферзь · a3 чорний слон · c3 білий пішак · e3 білий кінь · g3 білий слон · a2 білий пішак · b2 чорна тура · c2 білий слон · f1 біла тура · g1 білий король | g8 чорний король · c7 чорний ферзь · g7 чорний пішак · d6 чорний кінь · f6 чорний пішак · g6 білий пішак · a5 чорний пішак · d5 чорний слон · f5 білий пішак · c4 чорний пішак · d4 білий пішак · e4 чорний пішак · f4 білий ферзь · a3 чорний слон · c3 білий пішак · e3 білий кінь · g3 білий слон · a2 білий пішак · b2 чорна тура · c2 білий слон · f1 біла тура · g1 білий король | g8 чорний король · c7 чорний ферзь · g7 чорний пішак · d6 чорний кінь · f6 чорний пішак · g6 білий пішак · a5 чорний пішак · d5 чорний слон · f5 білий пішак · c4 чорний пішак · d4 білий пішак · e4 чорний пішак · f4 білий ферзь · a3 чорний слон · c3 білий пішак · e3 білий кінь · g3 білий слон · a2 білий пішак · b2 чорна тура · c2 білий слон · f1 біла тура · g1 білий король | g8 чорний король · c7 чорний ферзь · g7 чорний пішак · d6 чорний кінь · f6 чорний пішак · g6 білий пішак · a5 чорний пішак · d5 чорний слон · f5 білий пішак · c4 чорний пішак · d4 білий пішак · e4 чорний пішак · f4 білий ферзь · a3 чорний слон · c3 білий пішак · e3 білий кінь · g3 білий слон · a2 білий пішак · b2 чорна тура · c2 білий слон · f1 біла тура · g1 білий король | g8 чорний король · c7 чорний ферзь · g7 чорний пішак · d6 чорний кінь · f6 чорний пішак · g6 білий пішак · a5 чорний пішак · d5 чорний слон · f5 білий пішак · c4 чорний пішак · d4 білий пішак · e4 чорний пішак · f4 білий ферзь · a3 чорний слон · c3 білий пішак · e3 білий кінь · g3 білий слон · a2 білий пішак · b2 чорна тура · c2 білий слон · f1 біла тура · g1 білий король | g8 чорний король · c7 чорний ферзь · g7 чорний пішак · d6 чорний кінь · f6 чорний пішак · g6 білий пішак · a5 чорний пішак · d5 чорний слон · f5 білий пішак · c4 чорний пішак · d4 білий пішак · e4 чорний пішак · f4 білий ферзь · a3 чорний слон · c3 білий пішак · e3 білий кінь · g3 білий слон · a2 білий пішак · b2 чорна тура · c2 білий слон · f1 біла тура · g1 білий король | 8 |
| 7 | g8 чорний король · c7 чорний ферзь · g7 чорний пішак · d6 чорний кінь · f6 чорний пішак · g6 білий пішак · a5 чорний пішак · d5 чорний слон · f5 білий пішак · c4 чорний пішак · d4 білий пішак · e4 чорний пішак · f4 білий ферзь · a3 чорний слон · c3 білий пішак · e3 білий кінь · g3 білий слон · a2 білий пішак · b2 чорна тура · c2 білий слон · f1 біла тура · g1 білий король | g8 чорний король · c7 чорний ферзь · g7 чорний пішак · d6 чорний кінь · f6 чорний пішак · g6 білий пішак · a5 чорний пішак · d5 чорний слон · f5 білий пішак · c4 чорний пішак · d4 білий пішак · e4 чорний пішак · f4 білий ферзь · a3 чорний слон · c3 білий пішак · e3 білий кінь · g3 білий слон · a2 білий пішак · b2 чорна тура · c2 білий слон · f1 біла тура · g1 білий король | g8 чорний король · c7 чорний ферзь · g7 чорний пішак · d6 чорний кінь · f6 чорний пішак · g6 білий пішак · a5 чорний пішак · d5 чорний слон · f5 білий пішак · c4 чорний пішак · d4 білий пішак · e4 чорний пішак · f4 білий ферзь · a3 чорний слон · c3 білий пішак · e3 білий кінь · g3 білий слон · a2 білий пішак · b2 чорна тура · c2 білий слон · f1 біла тура · g1 білий король | g8 чорний король · c7 чорний ферзь · g7 чорний пішак · d6 чорний кінь · f6 чорний пішак · g6 білий пішак · a5 чорний пішак · d5 чорний слон · f5 білий пішак · c4 чорний пішак · d4 білий пішак · e4 чорний пішак · f4 білий ферзь · a3 чорний слон · c3 білий пішак · e3 білий кінь · g3 білий слон · a2 білий пішак · b2 чорна тура · c2 білий слон · f1 біла тура · g1 білий король | g8 чорний король · c7 чорний ферзь · g7 чорний пішак · d6 чорний кінь · f6 чорний пішак · g6 білий пішак · a5 чорний пішак · d5 чорний слон · f5 білий пішак · c4 чорний пішак · d4 білий пішак · e4 чорний пішак · f4 білий ферзь · a3 чорний слон · c3 білий пішак · e3 білий кінь · g3 білий слон · a2 білий пішак · b2 чорна тура · c2 білий слон · f1 біла тура · g1 білий король | g8 чорний король · c7 чорний ферзь · g7 чорний пішак · d6 чорний кінь · f6 чорний пішак · g6 білий пішак · a5 чорний пішак · d5 чорний слон · f5 білий пішак · c4 чорний пішак · d4 білий пішак · e4 чорний пішак · f4 білий ферзь · a3 чорний слон · c3 білий пішак · e3 білий кінь · g3 білий слон · a2 білий пішак · b2 чорна тура · c2 білий слон · f1 біла тура · g1 білий король | g8 чорний король · c7 чорний ферзь · g7 чорний пішак · d6 чорний кінь · f6 чорний пішак · g6 білий пішак · a5 чорний пішак · d5 чорний слон · f5 білий пішак · c4 чорний пішак · d4 білий пішак · e4 чорний пішак · f4 білий ферзь · a3 чорний слон · c3 білий пішак · e3 білий кінь · g3 білий слон · a2 білий пішак · b2 чорна тура · c2 білий слон · f1 біла тура · g1 білий король | g8 чорний король · c7 чорний ферзь · g7 чорний пішак · d6 чорний кінь · f6 чорний пішак · g6 білий пішак · a5 чорний пішак · d5 чорний слон · f5 білий пішак · c4 чорний пішак · d4 білий пішак · e4 чорний пішак · f4 білий ферзь · a3 чорний слон · c3 білий пішак · e3 білий кінь · g3 білий слон · a2 білий пішак · b2 чорна тура · c2 білий слон · f1 біла тура · g1 білий король | 7 |
| 6 | g8 чорний король · c7 чорний ферзь · g7 чорний пішак · d6 чорний кінь · f6 чорний пішак · g6 білий пішак · a5 чорний пішак · d5 чорний слон · f5 білий пішак · c4 чорний пішак · d4 білий пішак · e4 чорний пішак · f4 білий ферзь · a3 чорний слон · c3 білий пішак · e3 білий кінь · g3 білий слон · a2 білий пішак · b2 чорна тура · c2 білий слон · f1 біла тура · g1 білий король | g8 чорний король · c7 чорний ферзь · g7 чорний пішак · d6 чорний кінь · f6 чорний пішак · g6 білий пішак · a5 чорний пішак · d5 чорний слон · f5 білий пішак · c4 чорний пішак · d4 білий пішак · e4 чорний пішак · f4 білий ферзь · a3 чорний слон · c3 білий пішак · e3 білий кінь · g3 білий слон · a2 білий пішак · b2 чорна тура · c2 білий слон · f1 біла тура · g1 білий король | g8 чорний король · c7 чорний ферзь · g7 чорний пішак · d6 чорний кінь · f6 чорний пішак · g6 білий пішак · a5 чорний пішак · d5 чорний слон · f5 білий пішак · c4 чорний пішак · d4 білий пішак · e4 чорний пішак · f4 білий ферзь · a3 чорний слон · c3 білий пішак · e3 білий кінь · g3 білий слон · a2 білий пішак · b2 чорна тура · c2 білий слон · f1 біла тура · g1 білий король | g8 чорний король · c7 чорний ферзь · g7 чорний пішак · d6 чорний кінь · f6 чорний пішак · g6 білий пішак · a5 чорний пішак · d5 чорний слон · f5 білий пішак · c4 чорний пішак · d4 білий пішак · e4 чорний пішак · f4 білий ферзь · a3 чорний слон · c3 білий пішак · e3 білий кінь · g3 білий слон · a2 білий пішак · b2 чорна тура · c2 білий слон · f1 біла тура · g1 білий король | g8 чорний король · c7 чорний ферзь · g7 чорний пішак · d6 чорний кінь · f6 чорний пішак · g6 білий пішак · a5 чорний пішак · d5 чорний слон · f5 білий пішак · c4 чорний пішак · d4 білий пішак · e4 чорний пішак · f4 білий ферзь · a3 чорний слон · c3 білий пішак · e3 білий кінь · g3 білий слон · a2 білий пішак · b2 чорна тура · c2 білий слон · f1 біла тура · g1 білий король | g8 чорний король · c7 чорний ферзь · g7 чорний пішак · d6 чорний кінь · f6 чорний пішак · g6 білий пішак · a5 чорний пішак · d5 чорний слон · f5 білий пішак · c4 чорний пішак · d4 білий пішак · e4 чорний пішак · f4 білий ферзь · a3 чорний слон · c3 білий пішак · e3 білий кінь · g3 білий слон · a2 білий пішак · b2 чорна тура · c2 білий слон · f1 біла тура · g1 білий король | g8 чорний король · c7 чорний ферзь · g7 чорний пішак · d6 чорний кінь · f6 чорний пішак · g6 білий пішак · a5 чорний пішак · d5 чорний слон · f5 білий пішак · c4 чорний пішак · d4 білий пішак · e4 чорний пішак · f4 білий ферзь · a3 чорний слон · c3 білий пішак · e3 білий кінь · g3 білий слон · a2 білий пішак · b2 чорна тура · c2 білий слон · f1 біла тура · g1 білий король | g8 чорний король · c7 чорний ферзь · g7 чорний пішак · d6 чорний кінь · f6 чорний пішак · g6 білий пішак · a5 чорний пішак · d5 чорний слон · f5 білий пішак · c4 чорний пішак · d4 білий пішак · e4 чорний пішак · f4 білий ферзь · a3 чорний слон · c3 білий пішак · e3 білий кінь · g3 білий слон · a2 білий пішак · b2 чорна тура · c2 білий слон · f1 біла тура · g1 білий король | 6 |
| 5 | g8 чорний король · c7 чорний ферзь · g7 чорний пішак · d6 чорний кінь · f6 чорний пішак · g6 білий пішак · a5 чорний пішак · d5 чорний слон · f5 білий пішак · c4 чорний пішак · d4 білий пішак · e4 чорний пішак · f4 білий ферзь · a3 чорний слон · c3 білий пішак · e3 білий кінь · g3 білий слон · a2 білий пішак · b2 чорна тура · c2 білий слон · f1 біла тура · g1 білий король | g8 чорний король · c7 чорний ферзь · g7 чорний пішак · d6 чорний кінь · f6 чорний пішак · g6 білий пішак · a5 чорний пішак · d5 чорний слон · f5 білий пішак · c4 чорний пішак · d4 білий пішак · e4 чорний пішак · f4 білий ферзь · a3 чорний слон · c3 білий пішак · e3 білий кінь · g3 білий слон · a2 білий пішак · b2 чорна тура · c2 білий слон · f1 біла тура · g1 білий король | g8 чорний король · c7 чорний ферзь · g7 чорний пішак · d6 чорний кінь · f6 чорний пішак · g6 білий пішак · a5 чорний пішак · d5 чорний слон · f5 білий пішак · c4 чорний пішак · d4 білий пішак · e4 чорний пішак · f4 білий ферзь · a3 чорний слон · c3 білий пішак · e3 білий кінь · g3 білий слон · a2 білий пішак · b2 чорна тура · c2 білий слон · f1 біла тура · g1 білий король | g8 чорний король · c7 чорний ферзь · g7 чорний пішак · d6 чорний кінь · f6 чорний пішак · g6 білий пішак · a5 чорний пішак · d5 чорний слон · f5 білий пішак · c4 чорний пішак · d4 білий пішак · e4 чорний пішак · f4 білий ферзь · a3 чорний слон · c3 білий пішак · e3 білий кінь · g3 білий слон · a2 білий пішак · b2 чорна тура · c2 білий слон · f1 біла тура · g1 білий король | g8 чорний король · c7 чорний ферзь · g7 чорний пішак · d6 чорний кінь · f6 чорний пішак · g6 білий пішак · a5 чорний пішак · d5 чорний слон · f5 білий пішак · c4 чорний пішак · d4 білий пішак · e4 чорний пішак · f4 білий ферзь · a3 чорний слон · c3 білий пішак · e3 білий кінь · g3 білий слон · a2 білий пішак · b2 чорна тура · c2 білий слон · f1 біла тура · g1 білий король | g8 чорний король · c7 чорний ферзь · g7 чорний пішак · d6 чорний кінь · f6 чорний пішак · g6 білий пішак · a5 чорний пішак · d5 чорний слон · f5 білий пішак · c4 чорний пішак · d4 білий пішак · e4 чорний пішак · f4 білий ферзь · a3 чорний слон · c3 білий пішак · e3 білий кінь · g3 білий слон · a2 білий пішак · b2 чорна тура · c2 білий слон · f1 біла тура · g1 білий король | g8 чорний король · c7 чорний ферзь · g7 чорний пішак · d6 чорний кінь · f6 чорний пішак · g6 білий пішак · a5 чорний пішак · d5 чорний слон · f5 білий пішак · c4 чорний пішак · d4 білий пішак · e4 чорний пішак · f4 білий ферзь · a3 чорний слон · c3 білий пішак · e3 білий кінь · g3 білий слон · a2 білий пішак · b2 чорна тура · c2 білий слон · f1 біла тура · g1 білий король | g8 чорний король · c7 чорний ферзь · g7 чорний пішак · d6 чорний кінь · f6 чорний пішак · g6 білий пішак · a5 чорний пішак · d5 чорний слон · f5 білий пішак · c4 чорний пішак · d4 білий пішак · e4 чорний пішак · f4 білий ферзь · a3 чорний слон · c3 білий пішак · e3 білий кінь · g3 білий слон · a2 білий пішак · b2 чорна тура · c2 білий слон · f1 біла тура · g1 білий король | 5 |
| 4 | g8 чорний король · c7 чорний ферзь · g7 чорний пішак · d6 чорний кінь · f6 чорний пішак · g6 білий пішак · a5 чорний пішак · d5 чорний слон · f5 білий пішак · c4 чорний пішак · d4 білий пішак · e4 чорний пішак · f4 білий ферзь · a3 чорний слон · c3 білий пішак · e3 білий кінь · g3 білий слон · a2 білий пішак · b2 чорна тура · c2 білий слон · f1 біла тура · g1 білий король | g8 чорний король · c7 чорний ферзь · g7 чорний пішак · d6 чорний кінь · f6 чорний пішак · g6 білий пішак · a5 чорний пішак · d5 чорний слон · f5 білий пішак · c4 чорний пішак · d4 білий пішак · e4 чорний пішак · f4 білий ферзь · a3 чорний слон · c3 білий пішак · e3 білий кінь · g3 білий слон · a2 білий пішак · b2 чорна тура · c2 білий слон · f1 біла тура · g1 білий король | g8 чорний король · c7 чорний ферзь · g7 чорний пішак · d6 чорний кінь · f6 чорний пішак · g6 білий пішак · a5 чорний пішак · d5 чорний слон · f5 білий пішак · c4 чорний пішак · d4 білий пішак · e4 чорний пішак · f4 білий ферзь · a3 чорний слон · c3 білий пішак · e3 білий кінь · g3 білий слон · a2 білий пішак · b2 чорна тура · c2 білий слон · f1 біла тура · g1 білий король | g8 чорний король · c7 чорний ферзь · g7 чорний пішак · d6 чорний кінь · f6 чорний пішак · g6 білий пішак · a5 чорний пішак · d5 чорний слон · f5 білий пішак · c4 чорний пішак · d4 білий пішак · e4 чорний пішак · f4 білий ферзь · a3 чорний слон · c3 білий пішак · e3 білий кінь · g3 білий слон · a2 білий пішак · b2 чорна тура · c2 білий слон · f1 біла тура · g1 білий король | g8 чорний король · c7 чорний ферзь · g7 чорний пішак · d6 чорний кінь · f6 чорний пішак · g6 білий пішак · a5 чорний пішак · d5 чорний слон · f5 білий пішак · c4 чорний пішак · d4 білий пішак · e4 чорний пішак · f4 білий ферзь · a3 чорний слон · c3 білий пішак · e3 білий кінь · g3 білий слон · a2 білий пішак · b2 чорна тура · c2 білий слон · f1 біла тура · g1 білий король | g8 чорний король · c7 чорний ферзь · g7 чорний пішак · d6 чорний кінь · f6 чорний пішак · g6 білий пішак · a5 чорний пішак · d5 чорний слон · f5 білий пішак · c4 чорний пішак · d4 білий пішак · e4 чорний пішак · f4 білий ферзь · a3 чорний слон · c3 білий пішак · e3 білий кінь · g3 білий слон · a2 білий пішак · b2 чорна тура · c2 білий слон · f1 біла тура · g1 білий король | g8 чорний король · c7 чорний ферзь · g7 чорний пішак · d6 чорний кінь · f6 чорний пішак · g6 білий пішак · a5 чорний пішак · d5 чорний слон · f5 білий пішак · c4 чорний пішак · d4 білий пішак · e4 чорний пішак · f4 білий ферзь · a3 чорний слон · c3 білий пішак · e3 білий кінь · g3 білий слон · a2 білий пішак · b2 чорна тура · c2 білий слон · f1 біла тура · g1 білий король | g8 чорний король · c7 чорний ферзь · g7 чорний пішак · d6 чорний кінь · f6 чорний пішак · g6 білий пішак · a5 чорний пішак · d5 чорний слон · f5 білий пішак · c4 чорний пішак · d4 білий пішак · e4 чорний пішак · f4 білий ферзь · a3 чорний слон · c3 білий пішак · e3 білий кінь · g3 білий слон · a2 білий пішак · b2 чорна тура · c2 білий слон · f1 біла тура · g1 білий король | 4 |
| 3 | g8 чорний король · c7 чорний ферзь · g7 чорний пішак · d6 чорний кінь · f6 чорний пішак · g6 білий пішак · a5 чорний пішак · d5 чорний слон · f5 білий пішак · c4 чорний пішак · d4 білий пішак · e4 чорний пішак · f4 білий ферзь · a3 чорний слон · c3 білий пішак · e3 білий кінь · g3 білий слон · a2 білий пішак · b2 чорна тура · c2 білий слон · f1 біла тура · g1 білий король | g8 чорний король · c7 чорний ферзь · g7 чорний пішак · d6 чорний кінь · f6 чорний пішак · g6 білий пішак · a5 чорний пішак · d5 чорний слон · f5 білий пішак · c4 чорний пішак · d4 білий пішак · e4 чорний пішак · f4 білий ферзь · a3 чорний слон · c3 білий пішак · e3 білий кінь · g3 білий слон · a2 білий пішак · b2 чорна тура · c2 білий слон · f1 біла тура · g1 білий король | g8 чорний король · c7 чорний ферзь · g7 чорний пішак · d6 чорний кінь · f6 чорний пішак · g6 білий пішак · a5 чорний пішак · d5 чорний слон · f5 білий пішак · c4 чорний пішак · d4 білий пішак · e4 чорний пішак · f4 білий ферзь · a3 чорний слон · c3 білий пішак · e3 білий кінь · g3 білий слон · a2 білий пішак · b2 чорна тура · c2 білий слон · f1 біла тура · g1 білий король | g8 чорний король · c7 чорний ферзь · g7 чорний пішак · d6 чорний кінь · f6 чорний пішак · g6 білий пішак · a5 чорний пішак · d5 чорний слон · f5 білий пішак · c4 чорний пішак · d4 білий пішак · e4 чорний пішак · f4 білий ферзь · a3 чорний слон · c3 білий пішак · e3 білий кінь · g3 білий слон · a2 білий пішак · b2 чорна тура · c2 білий слон · f1 біла тура · g1 білий король | g8 чорний король · c7 чорний ферзь · g7 чорний пішак · d6 чорний кінь · f6 чорний пішак · g6 білий пішак · a5 чорний пішак · d5 чорний слон · f5 білий пішак · c4 чорний пішак · d4 білий пішак · e4 чорний пішак · f4 білий ферзь · a3 чорний слон · c3 білий пішак · e3 білий кінь · g3 білий слон · a2 білий пішак · b2 чорна тура · c2 білий слон · f1 біла тура · g1 білий король | g8 чорний король · c7 чорний ферзь · g7 чорний пішак · d6 чорний кінь · f6 чорний пішак · g6 білий пішак · a5 чорний пішак · d5 чорний слон · f5 білий пішак · c4 чорний пішак · d4 білий пішак · e4 чорний пішак · f4 білий ферзь · a3 чорний слон · c3 білий пішак · e3 білий кінь · g3 білий слон · a2 білий пішак · b2 чорна тура · c2 білий слон · f1 біла тура · g1 білий король | g8 чорний король · c7 чорний ферзь · g7 чорний пішак · d6 чорний кінь · f6 чорний пішак · g6 білий пішак · a5 чорний пішак · d5 чорний слон · f5 білий пішак · c4 чорний пішак · d4 білий пішак · e4 чорний пішак · f4 білий ферзь · a3 чорний слон · c3 білий пішак · e3 білий кінь · g3 білий слон · a2 білий пішак · b2 чорна тура · c2 білий слон · f1 біла тура · g1 білий король | g8 чорний король · c7 чорний ферзь · g7 чорний пішак · d6 чорний кінь · f6 чорний пішак · g6 білий пішак · a5 чорний пішак · d5 чорний слон · f5 білий пішак · c4 чорний пішак · d4 білий пішак · e4 чорний пішак · f4 білий ферзь · a3 чорний слон · c3 білий пішак · e3 білий кінь · g3 білий слон · a2 білий пішак · b2 чорна тура · c2 білий слон · f1 біла тура · g1 білий король | 3 |
| 2 | g8 чорний король · c7 чорний ферзь · g7 чорний пішак · d6 чорний кінь · f6 чорний пішак · g6 білий пішак · a5 чорний пішак · d5 чорний слон · f5 білий пішак · c4 чорний пішак · d4 білий пішак · e4 чорний пішак · f4 білий ферзь · a3 чорний слон · c3 білий пішак · e3 білий кінь · g3 білий слон · a2 білий пішак · b2 чорна тура · c2 білий слон · f1 біла тура · g1 білий король | g8 чорний король · c7 чорний ферзь · g7 чорний пішак · d6 чорний кінь · f6 чорний пішак · g6 білий пішак · a5 чорний пішак · d5 чорний слон · f5 білий пішак · c4 чорний пішак · d4 білий пішак · e4 чорний пішак · f4 білий ферзь · a3 чорний слон · c3 білий пішак · e3 білий кінь · g3 білий слон · a2 білий пішак · b2 чорна тура · c2 білий слон · f1 біла тура · g1 білий король | g8 чорний король · c7 чорний ферзь · g7 чорний пішак · d6 чорний кінь · f6 чорний пішак · g6 білий пішак · a5 чорний пішак · d5 чорний слон · f5 білий пішак · c4 чорний пішак · d4 білий пішак · e4 чорний пішак · f4 білий ферзь · a3 чорний слон · c3 білий пішак · e3 білий кінь · g3 білий слон · a2 білий пішак · b2 чорна тура · c2 білий слон · f1 біла тура · g1 білий король | g8 чорний король · c7 чорний ферзь · g7 чорний пішак · d6 чорний кінь · f6 чорний пішак · g6 білий пішак · a5 чорний пішак · d5 чорний слон · f5 білий пішак · c4 чорний пішак · d4 білий пішак · e4 чорний пішак · f4 білий ферзь · a3 чорний слон · c3 білий пішак · e3 білий кінь · g3 білий слон · a2 білий пішак · b2 чорна тура · c2 білий слон · f1 біла тура · g1 білий король | g8 чорний король · c7 чорний ферзь · g7 чорний пішак · d6 чорний кінь · f6 чорний пішак · g6 білий пішак · a5 чорний пішак · d5 чорний слон · f5 білий пішак · c4 чорний пішак · d4 білий пішак · e4 чорний пішак · f4 білий ферзь · a3 чорний слон · c3 білий пішак · e3 білий кінь · g3 білий слон · a2 білий пішак · b2 чорна тура · c2 білий слон · f1 біла тура · g1 білий король | g8 чорний король · c7 чорний ферзь · g7 чорний пішак · d6 чорний кінь · f6 чорний пішак · g6 білий пішак · a5 чорний пішак · d5 чорний слон · f5 білий пішак · c4 чорний пішак · d4 білий пішак · e4 чорний пішак · f4 білий ферзь · a3 чорний слон · c3 білий пішак · e3 білий кінь · g3 білий слон · a2 білий пішак · b2 чорна тура · c2 білий слон · f1 біла тура · g1 білий король | g8 чорний король · c7 чорний ферзь · g7 чорний пішак · d6 чорний кінь · f6 чорний пішак · g6 білий пішак · a5 чорний пішак · d5 чорний слон · f5 білий пішак · c4 чорний пішак · d4 білий пішак · e4 чорний пішак · f4 білий ферзь · a3 чорний слон · c3 білий пішак · e3 білий кінь · g3 білий слон · a2 білий пішак · b2 чорна тура · c2 білий слон · f1 біла тура · g1 білий король | g8 чорний король · c7 чорний ферзь · g7 чорний пішак · d6 чорний кінь · f6 чорний пішак · g6 білий пішак · a5 чорний пішак · d5 чорний слон · f5 білий пішак · c4 чорний пішак · d4 білий пішак · e4 чорний пішак · f4 білий ферзь · a3 чорний слон · c3 білий пішак · e3 білий кінь · g3 білий слон · a2 білий пішак · b2 чорна тура · c2 білий слон · f1 біла тура · g1 білий король | 2 |
| 1 | g8 чорний король · c7 чорний ферзь · g7 чорний пішак · d6 чорний кінь · f6 чорний пішак · g6 білий пішак · a5 чорний пішак · d5 чорний слон · f5 білий пішак · c4 чорний пішак · d4 білий пішак · e4 чорний пішак · f4 білий ферзь · a3 чорний слон · c3 білий пішак · e3 білий кінь · g3 білий слон · a2 білий пішак · b2 чорна тура · c2 білий слон · f1 біла тура · g1 білий король | g8 чорний король · c7 чорний ферзь · g7 чорний пішак · d6 чорний кінь · f6 чорний пішак · g6 білий пішак · a5 чорний пішак · d5 чорний слон · f5 білий пішак · c4 чорний пішак · d4 білий пішак · e4 чорний пішак · f4 білий ферзь · a3 чорний слон · c3 білий пішак · e3 білий кінь · g3 білий слон · a2 білий пішак · b2 чорна тура · c2 білий слон · f1 біла тура · g1 білий король | g8 чорний король · c7 чорний ферзь · g7 чорний пішак · d6 чорний кінь · f6 чорний пішак · g6 білий пішак · a5 чорний пішак · d5 чорний слон · f5 білий пішак · c4 чорний пішак · d4 білий пішак · e4 чорний пішак · f4 білий ферзь · a3 чорний слон · c3 білий пішак · e3 білий кінь · g3 білий слон · a2 білий пішак · b2 чорна тура · c2 білий слон · f1 біла тура · g1 білий король | g8 чорний король · c7 чорний ферзь · g7 чорний пішак · d6 чорний кінь · f6 чорний пішак · g6 білий пішак · a5 чорний пішак · d5 чорний слон · f5 білий пішак · c4 чорний пішак · d4 білий пішак · e4 чорний пішак · f4 білий ферзь · a3 чорний слон · c3 білий пішак · e3 білий кінь · g3 білий слон · a2 білий пішак · b2 чорна тура · c2 білий слон · f1 біла тура · g1 білий король | g8 чорний король · c7 чорний ферзь · g7 чорний пішак · d6 чорний кінь · f6 чорний пішак · g6 білий пішак · a5 чорний пішак · d5 чорний слон · f5 білий пішак · c4 чорний пішак · d4 білий пішак · e4 чорний пішак · f4 білий ферзь · a3 чорний слон · c3 білий пішак · e3 білий кінь · g3 білий слон · a2 білий пішак · b2 чорна тура · c2 білий слон · f1 біла тура · g1 білий король | g8 чорний король · c7 чорний ферзь · g7 чорний пішак · d6 чорний кінь · f6 чорний пішак · g6 білий пішак · a5 чорний пішак · d5 чорний слон · f5 білий пішак · c4 чорний пішак · d4 білий пішак · e4 чорний пішак · f4 білий ферзь · a3 чорний слон · c3 білий пішак · e3 білий кінь · g3 білий слон · a2 білий пішак · b2 чорна тура · c2 білий слон · f1 біла тура · g1 білий король | g8 чорний король · c7 чорний ферзь · g7 чорний пішак · d6 чорний кінь · f6 чорний пішак · g6 білий пішак · a5 чорний пішак · d5 чорний слон · f5 білий пішак · c4 чорний пішак · d4 білий пішак · e4 чорний пішак · f4 білий ферзь · a3 чорний слон · c3 білий пішак · e3 білий кінь · g3 білий слон · a2 білий пішак · b2 чорна тура · c2 білий слон · f1 біла тура · g1 білий король | g8 чорний король · c7 чорний ферзь · g7 чорний пішак · d6 чорний кінь · f6 чорний пішак · g6 білий пішак · a5 чорний пішак · d5 чорний слон · f5 білий пішак · c4 чорний пішак · d4 білий пішак · e4 чорний пішак · f4 білий ферзь · a3 чорний слон · c3 білий пішак · e3 білий кінь · g3 білий слон · a2 білий пішак · b2 чорна тура · c2 білий слон · f1 біла тура · g1 білий король | 1 |
|   | a | b | c | d | e | f | g | h |   |

Вере був завзятим турнірним гравцем і грав у Відні 1882 року, найсильнішому шаховому турнірі того часу. Він посів 16-е місце серед вісімнадцяти учасників, здобувши 11 балів з 34, але при цьому переміг Міксу Вайсса й тріумфатора турніру — Вільгельма Стейніца в грі, яка продовжувалась 113 ходів. Перед тим турніром Стейніц не програвав і не грав унічию впродовж дев'яти років і був неофіційним чемпіоном світу. Вере також брав участь у першому, другому, четвертому та п'ятому Американських шахових конгресах.

## Спадщина
Вере знаменитий завдяки своїй ексцентричній грі в дебюті. Він використовував дебют Вере (який тоді був відомий під назвою дебют лугового сіна), захист кукурудзяного стебла (який часом називають захистом Вере) і атаку кам'яної стіни.
Близько 1888 року він заново ввів захист Стоуна-Вере в Гамбіт Еванса, названий також на честь Генрі Натана Стоуна (1823—1909). (Вперше цей захист застосував Олександр Макдоннелл у грі проти Лабурдонне 1843 року)